# Samson
Pour les articles homonymes, voir Samson (homonymie).
Samson (de la vocalisation de la Bible hébraïque au IXe siècle, Chimchon ; en hébreu שִׁמְשׁוֹן, de la racine chemech, qui signifie « soleil ») est nazir avant sa venue au monde et sera juge d'Israël pendant vingt ans (XIIe siècle av. J.-C.). Son histoire est écrite dans le Livre des Juges (Jg 13. 1, Jg 16. 31).

## Présentation de Samson
Samson est le fils de Manoach, de la tribu de Dan (du nom d'un des douze fils de Jacob). Son histoire comporte des aspects extraordinaires et elle peut à certains égards être rapprochée de celle d'Hercule. Sa naissance même est un miracle : un ange annonce à sa mère qu'elle enfantera, alors qu'elle est stérile. Devenu adulte, il déploie une force extraordinaire. La Bible rapporte qu'elle est liée à la longueur de ses cheveux, c'est-à-dire au respect de son vœu de naziréat (les nazirs ne se coupaient ni les cheveux ni la barbe pour soigner leur aspect physique, en signe de préférence et de consécration pour Dieu).

## Époque du récit

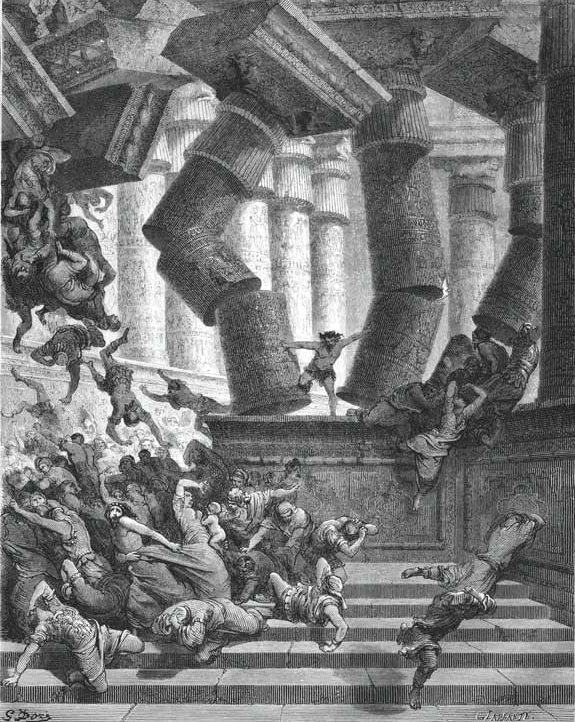
Samson détruit le temple de Dagon (Gustave Doré, vers 1860).

L'Encyclopædia Universalis et le Larousse situent tous deux Samson au XIIe siècle av. J.-C. Cependant, comme pour tous les autres personnages du livre des Juges, Samson est largement considéré comme étant le résultat d'une construction théologique, et non d'une réalité historique. Selon James D. Martin, l'histoire de Samson est largement inspirée de la mythologie solaire, et il considère donc qu'il est peu probable qu'il reste la moindre trace de faits réels dans le récit. Selon Salomon Reinach, l'histoire de Samson est un vieux conte cananéen.

## Récit biblique
À l'époque du récit, les enfants d'Israël sont livrés par Dieu aux mains des Philistins pendant quarante ans, en conséquence de leurs fautes. Samson leur est envoyé comme un libérateur. Il a été juge du peuple d'Israël pendant vingt ans.

### Naissance de Samson
La femme de Manoach, jusqu'alors stérile, apprend de l'ange de Dieu qu'elle enfantera un fils qui délivrera Israël des Philistins. Cet enfant devra être consacré à Dieu, dès sa naissance, en tant que nazir. Les lois relatives au naziréat impliquent notamment que le rasoir ne passe jamais sur sa tête et qu'il ne consomme jamais d'alcool. L'homme « à l'apparence d'ange » réapparaît pour confirmer à Manoach et à sa femme qu'ils auront un enfant qui devra suivre les lois du naziréat. L'ange disparaît alors dans les flammes, et ils reconnaissent que c'était un ange de Dieu. Samson naît et grandit .

### Conflits avec les Philistins
Le jeune Samson demande à ses parents de prendre pour femme une jeune fille philistine. Leur réaction est : « N'y aurait-il pas assez de femmes dans notre peuple que tu ailles en chercher une parmi les Philistins incirconcis ?».

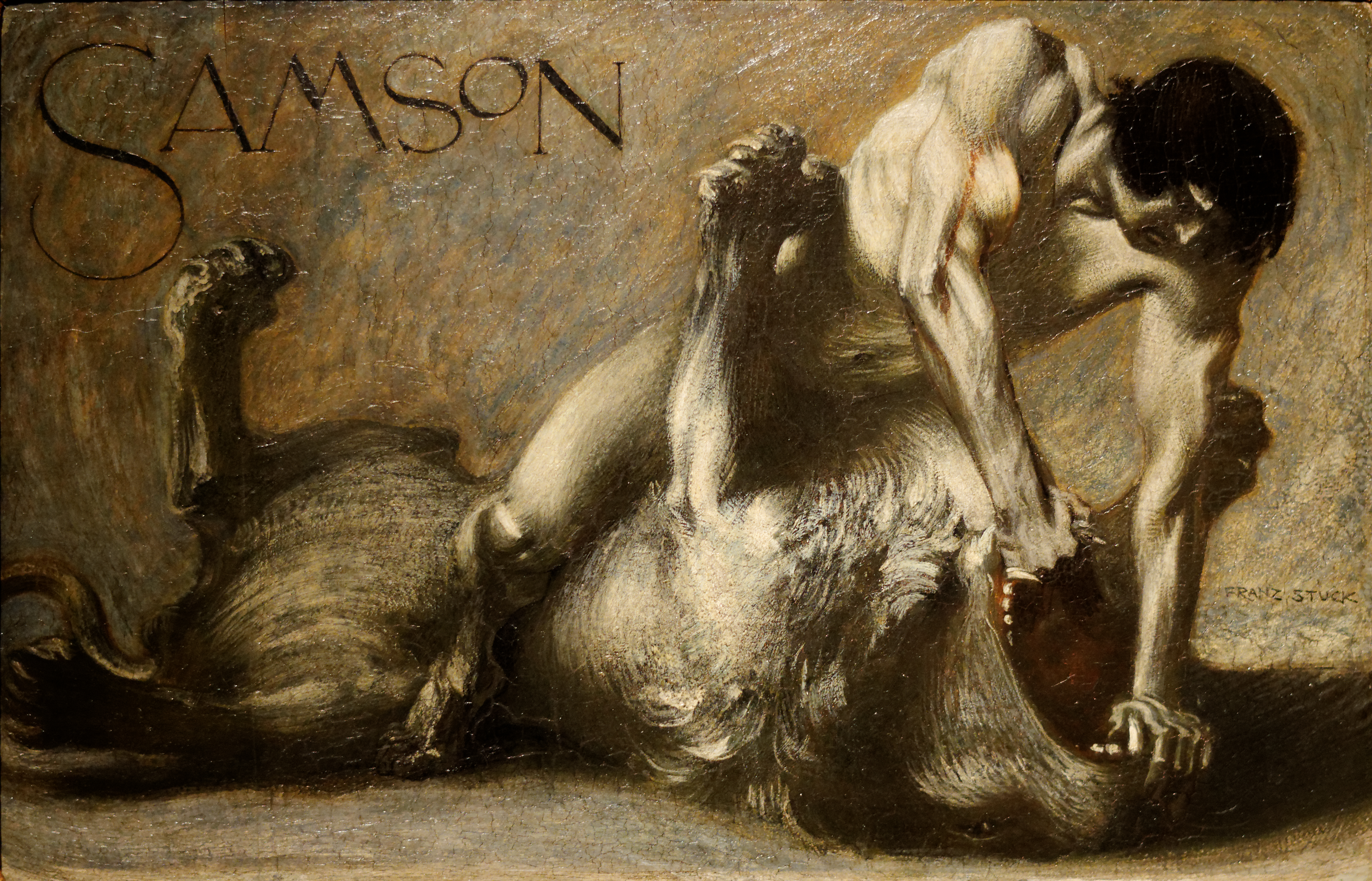
Samson, Franz von Stuck (1891)

Mais « parce qu'elle lui plaît », Samson et ses parents partent demander la main de la jeune fille. Sur le chemin, Samson tue un lion à mains nues. Lorsqu'il revient pour épouser la jeune fille, des abeilles ont commencé à fabriquer du miel dans le cadavre du lion.
Lors de la cérémonie du mariage, inspiré par la vision de la ruche dans le corps du lion, il parie trente parures à ses trente convives qu'ils ne sauront pas résoudre l'énigme suivante : « De celui qui mange est issu ce qui se mange, et du fort est issu le doux. »
Les convives demandent à la femme de Samson d'obtenir la réponse auprès de son mari et de la leur révéler. Après sept jours d'insistance, elle obtient la réponse et les trente compagnons répondent correctement à l'énigme grâce à ses indications : « Quoi de plus doux que le miel et de plus fort que le lion ? »
De fureur, Samson tue trente hommes d'Ashkelon pour les dépouiller de leurs habits et retourne vivre auprès de ses parents.

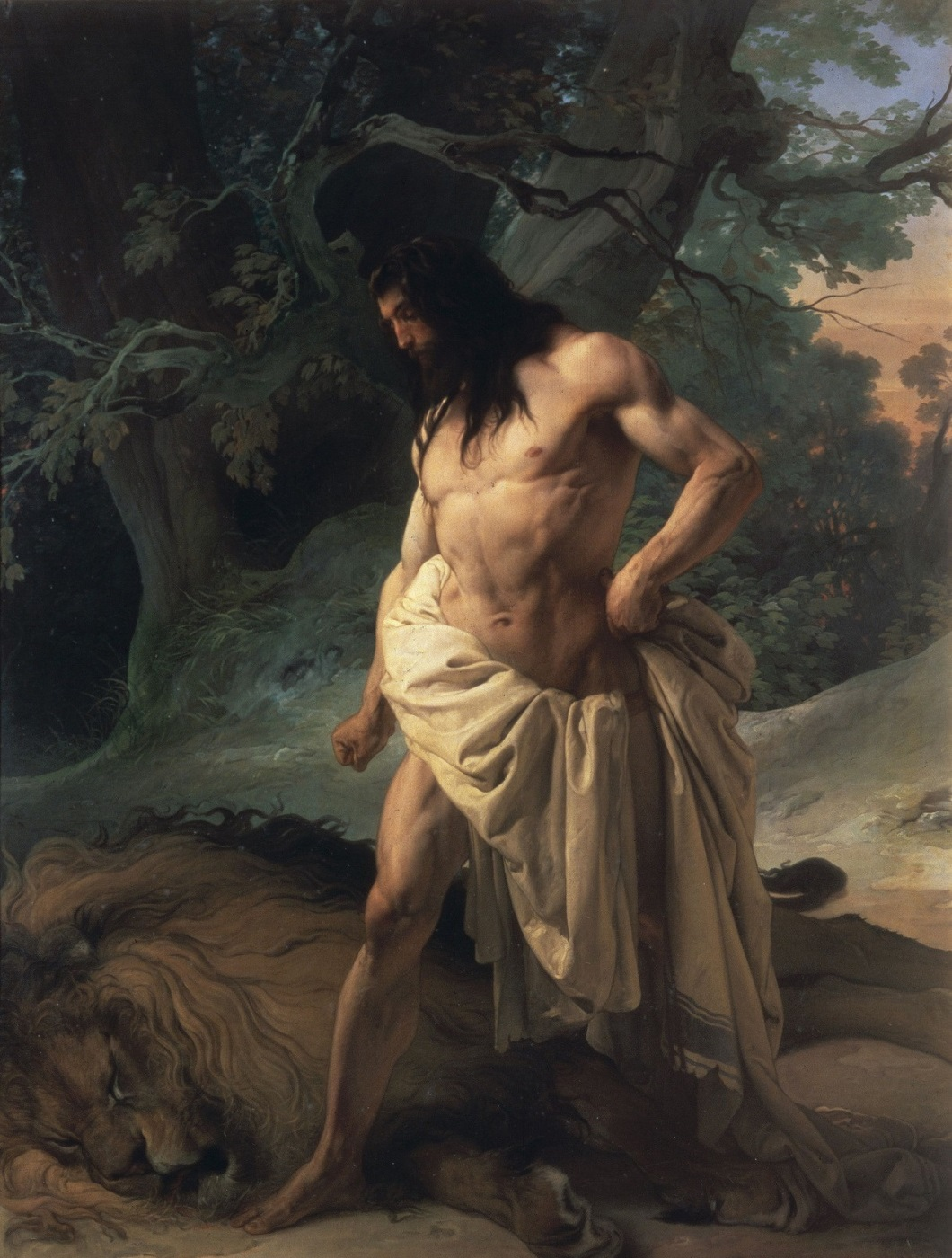
Samson et le lion, de Francesco Hayez (1842).
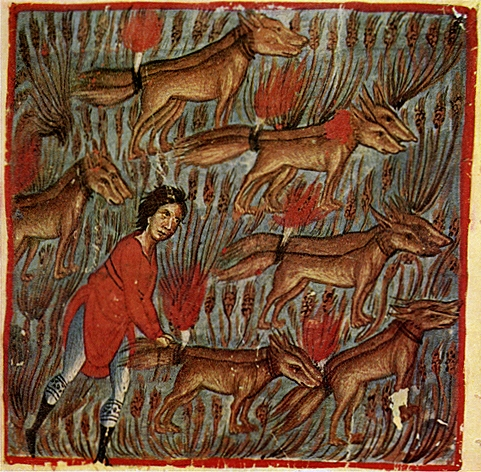
Samson et les renards, extrait d'un manuscrit du XIIIe siècle du monastère de Vatopedi
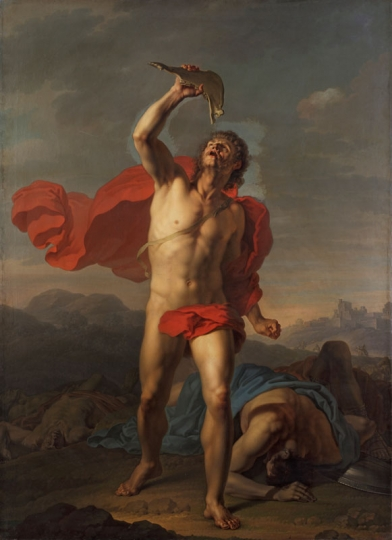
Samson et la mâchoire d'âne d'Ivan Tchernov (ru) (1800)

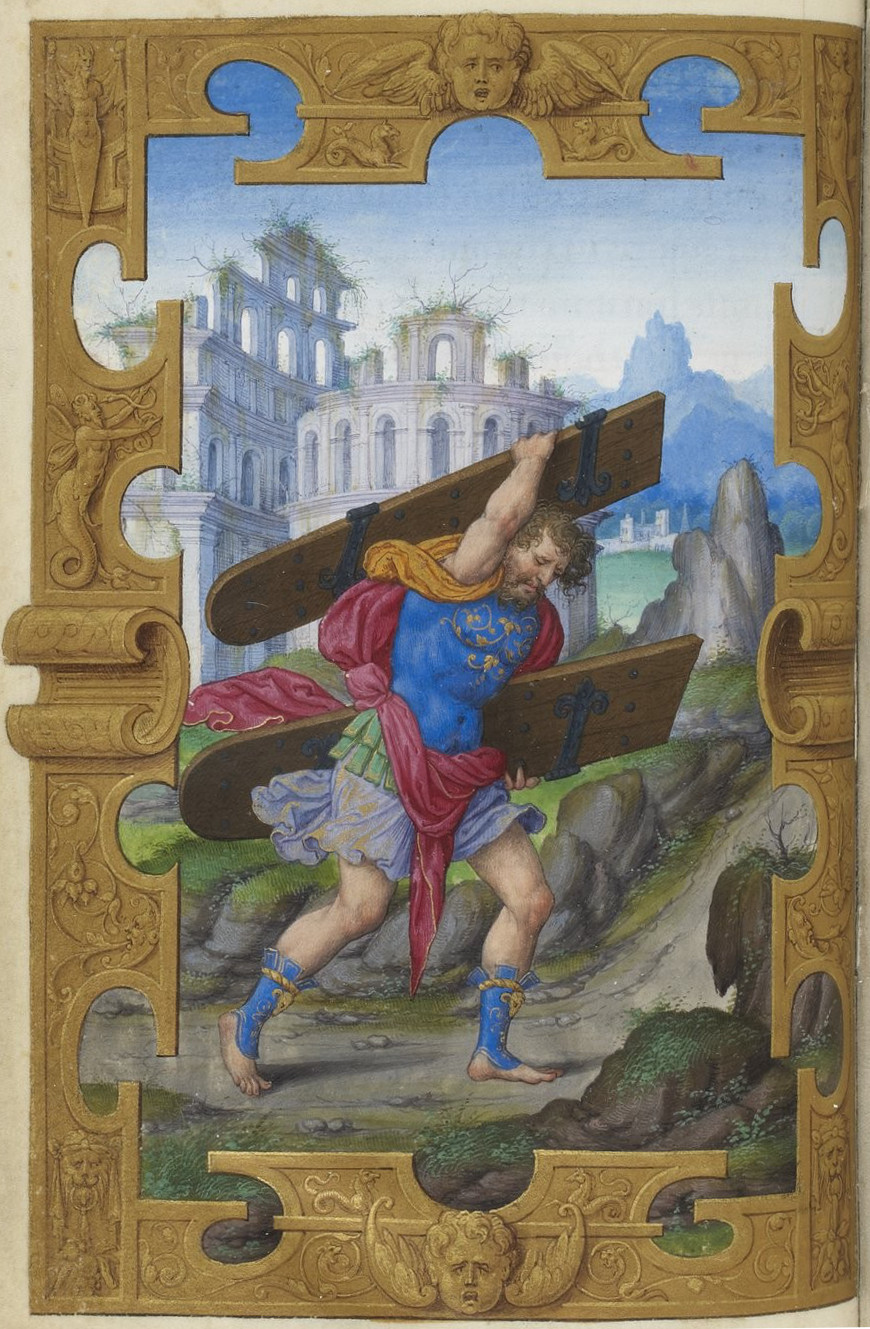
Heures d'Henri II, Samson emportant les portes de Gaza. BnF

Quand il revient chercher sa femme, celle-ci a été donnée à un autre homme par son père. Samson se venge. Pour cela, il capture trois cents renards, les lie deux par deux par la queue et fixe un flambeau entre chaque paire de renards. Il les lâche ainsi dans les champs des Philistins, qui sont ravagés par le feu. Ceux-ci brûlent la jeune femme et son père en représailles, et Samson se venge à nouveau en les battant.
Lorsque 1 000 Philistins viennent chercher Samson dans sa retraite, les Judéens le livrent . Samson défait ses liens et, armé d'une mâchoire d'âne, il défait les 1 000 Philistins. Après cette victoire, Samson devient juge des Judéens pendant vingt ans.
Samson part ensuite pour Gaza où il rencontre une prostituée chez qui il va dormir. Les habitants de Gaza, découvrant qu'il se trouve là, décident qu'ils le tueront à l'aube et font garder les portes de la ville pendant la nuit. Samson veille et s'échappe de la ville en emportant les battants de la porte. Il les emmène sur la colline de la ville d'Hébron.

### La chute de Samson
Samson aime Dalila dans la vallée de Sorek. Dalila est sollicitée par les Philistins, ennemis d'Israël, afin qu'elle les aide à découvrir le secret de la force de Samson. Elle séduit alors Samson et essaie par trois fois de lui soutirer son secret. À chaque fois, Samson lui répond par un mensonge. Lorsque Dalila lui demande pour la quatrième fois de partager avec elle son secret, Samson finit par lui révéler que sa force lui vient de sa chevelure de nazir, car il est consacré et dévoué à Dieu.
Dalila le trahit. Elle l'endort sur ses genoux et rase ses sept tresses pendant son sommeil, le privant ainsi de sa force et du secours de Dieu. Elle appelle des Philistins qui lui crèvent les yeux et le font prisonnier. Samson est condamné à tourner la meule de la prison.
Enfermé par ses ennemis à Gaza, Samson est sorti du cachot pour les divertir. Lors d'un sacrifice à leur dieu Dagon, alors que ses cheveux ont commencé à repousser, il est placé entre deux colonnes et implore Dieu de le rendre assez fort. Il écarte alors les colonnes du palais à mains nues afin de le faire s'écrouler. Il tue ainsi plusieurs milliers de Philistins. Samson ayant été tué aussi dans l'effondrement, son corps est retrouvé dans les décombres et enterré auprès de sa famille.

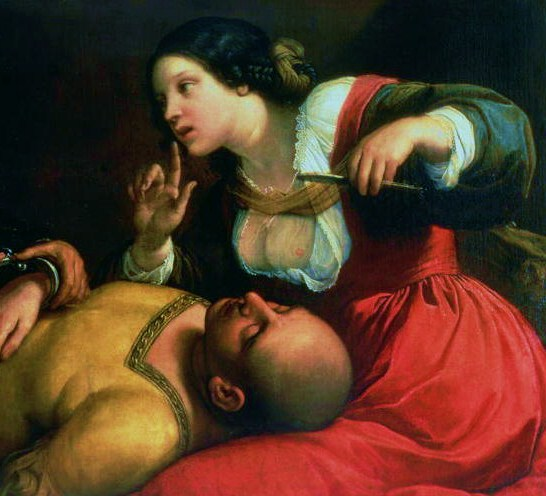
Dalila coupe les cheveux de Samson, auteur inconnu, XVIIe siècle.
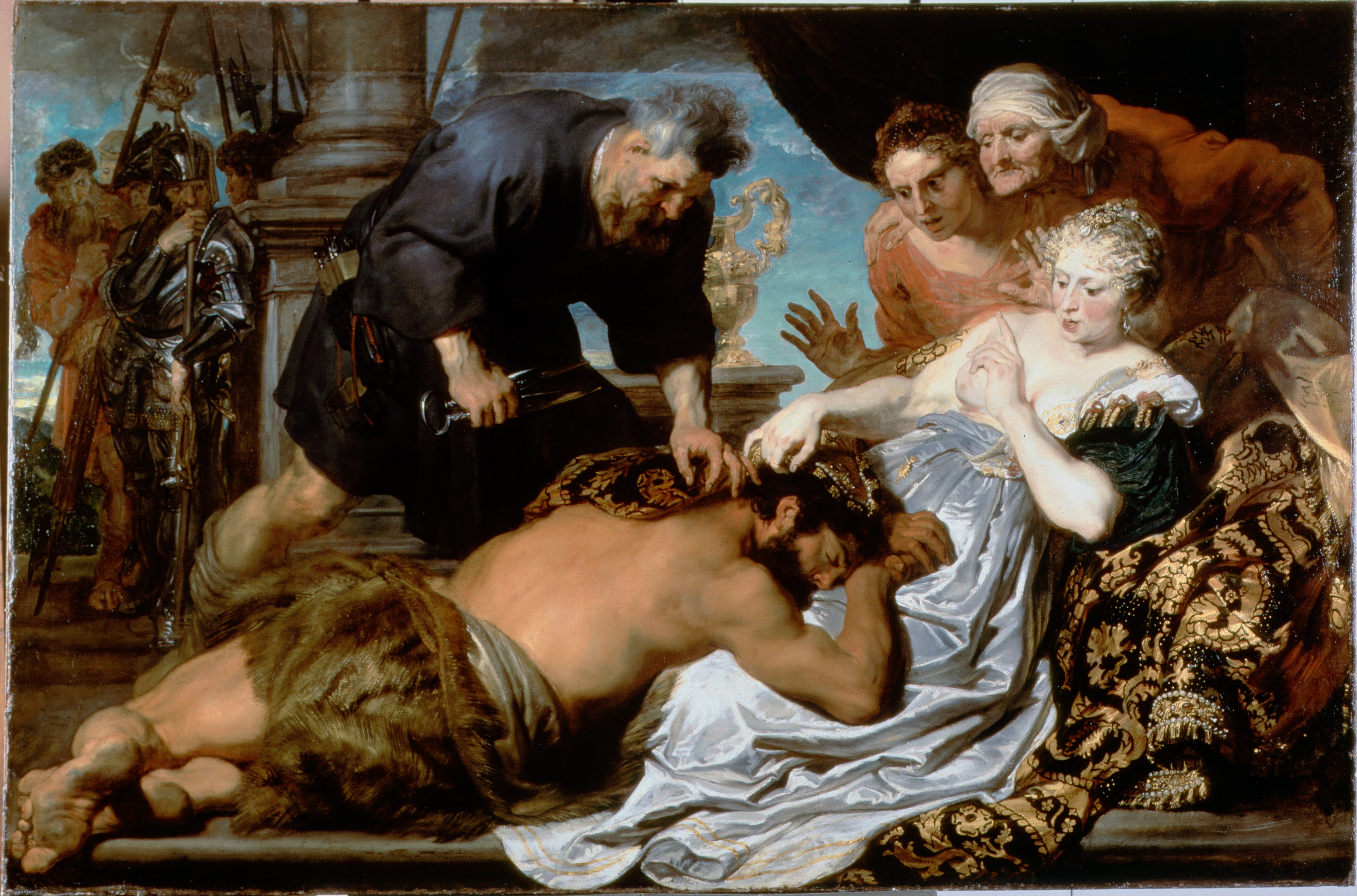
Samson et Dalila, 1618-1620 par Antoine Van Dyck Dulwich Picture Gallery, Londres.
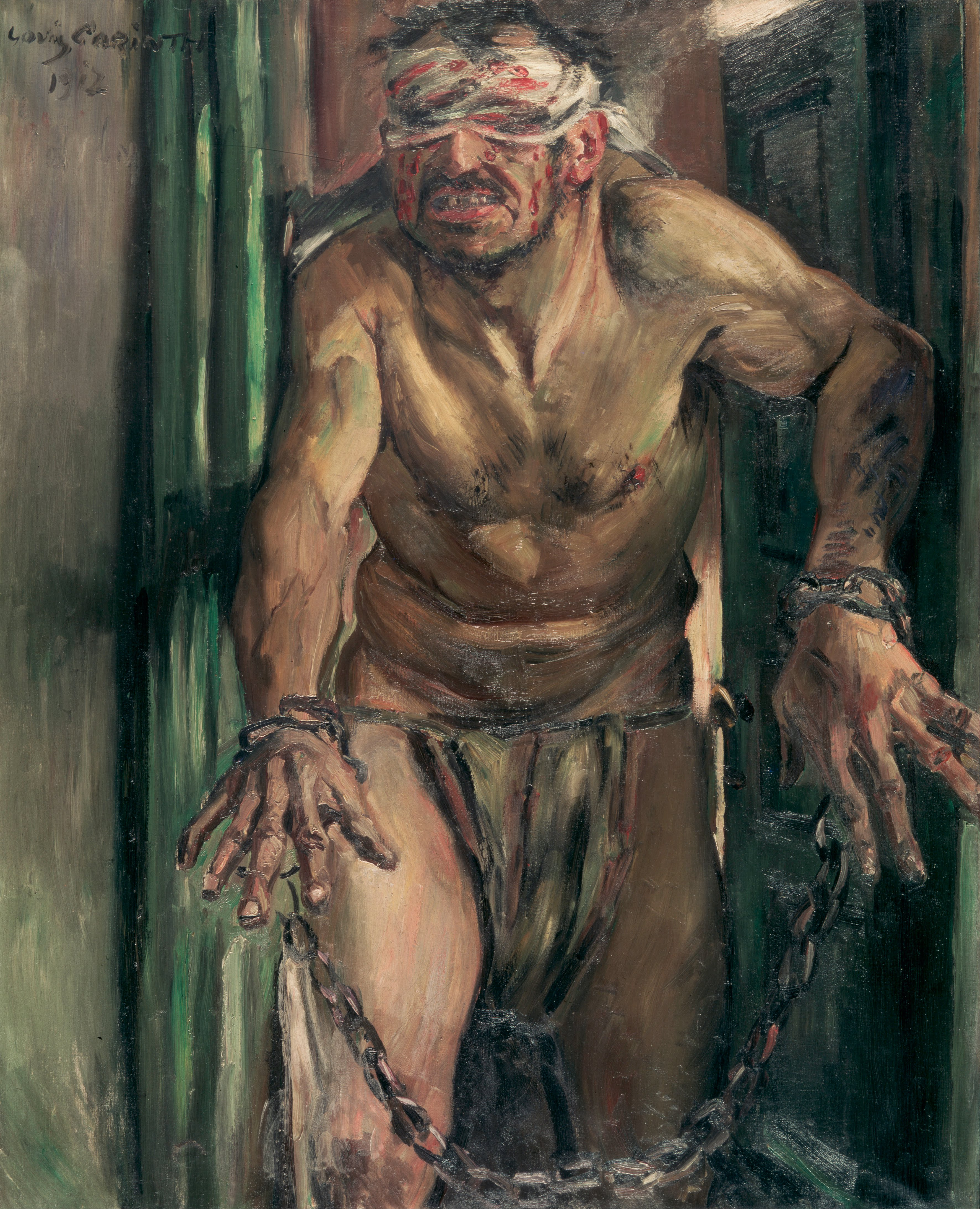
Samson aveugle, 1912 par Lovis Corinth.
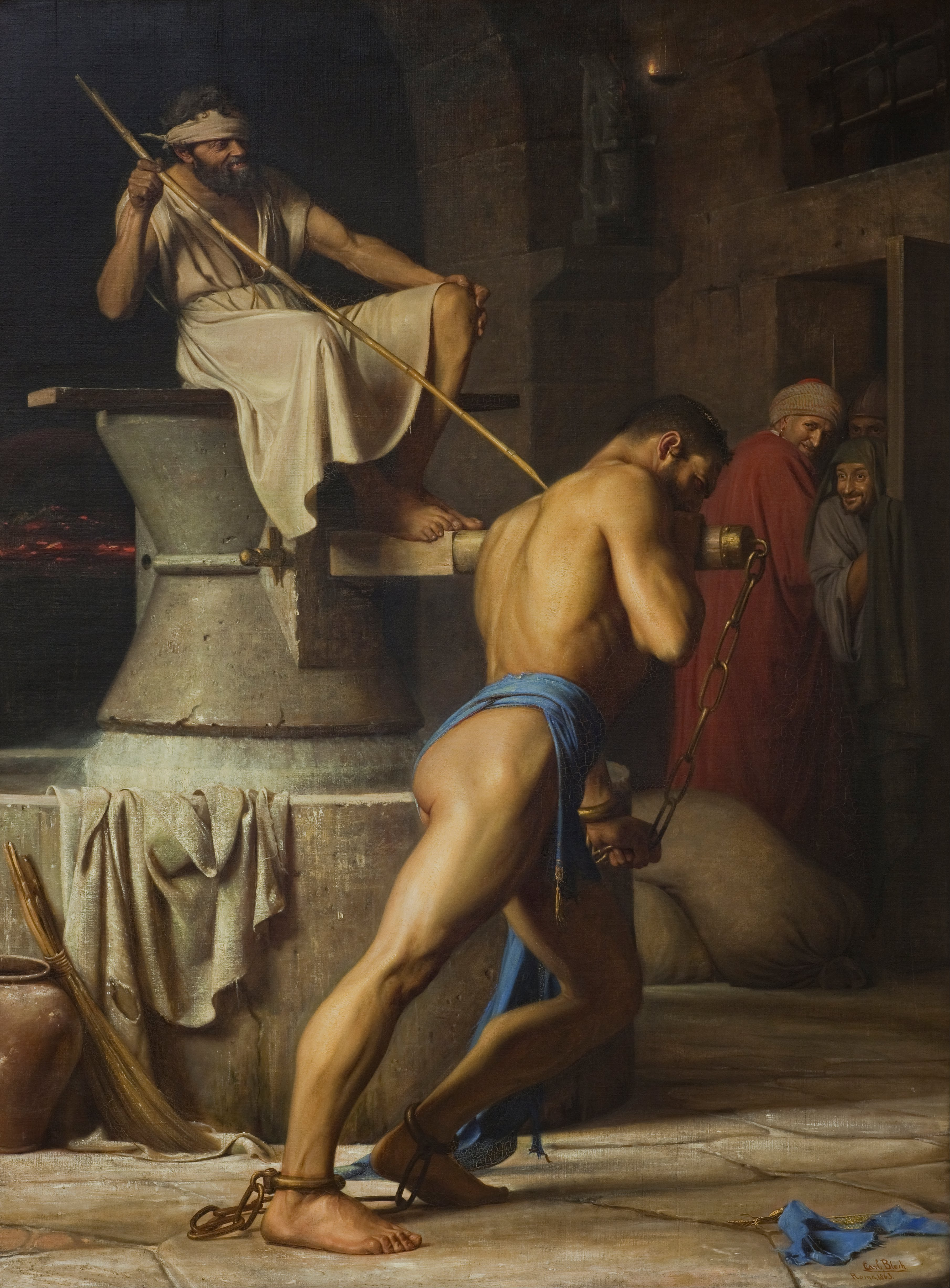
Samson prisonnier des Philistins tourne la meule de la prison, 1863 par Carl Bloch.
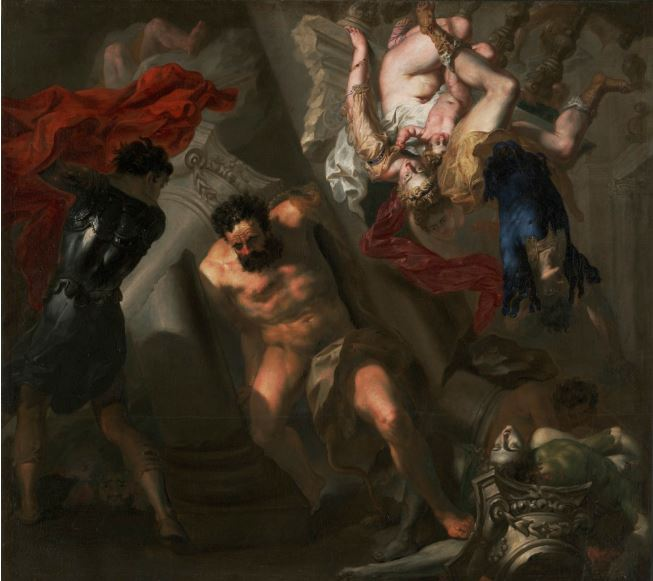
La Mort de Samson, 1650 Italie

## Le personnage dans les arts

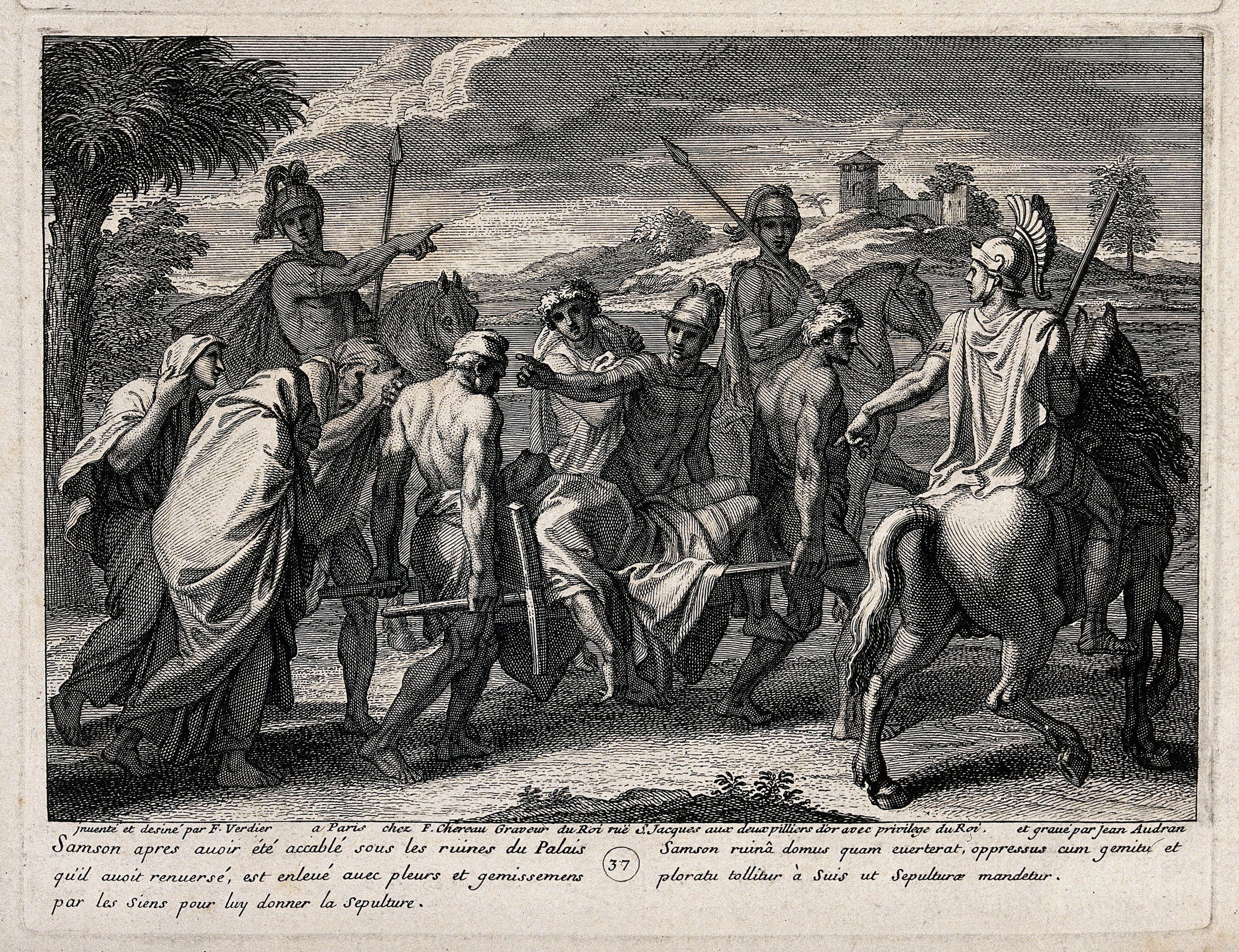
Jean Audran, Le corps de Samson porté par les siens à sa sépulture, d'après François Verdier

### Peinture
- vers 1500 : Samson et Dalila, tableau de Andrea Mantegna.
- 1609 ou 1610 : Samson et Dalila, tableau de Pierre Paul Rubens.
- vers 1616 : Samson et Dalila, tableau de Gerrit van Honthorst.
- 1636 : L'Aveuglement de Samson, tableau de Rembrandt.
- 1698 : Le corps de Samson porté par les siens à sa sépulture, tableau de François Verdier interprété en gravure par Jean Audran.
- 1842 : Samson et le lion, tableau de Francesco Hayez.

### Gravure
- Samson et le lion, gravure sur bois en relief d'Albrecht Dürer de v. 1497-1498.
- Samson et le Lion, gravure sur cuivre au burin de Maître JG.

### Musique

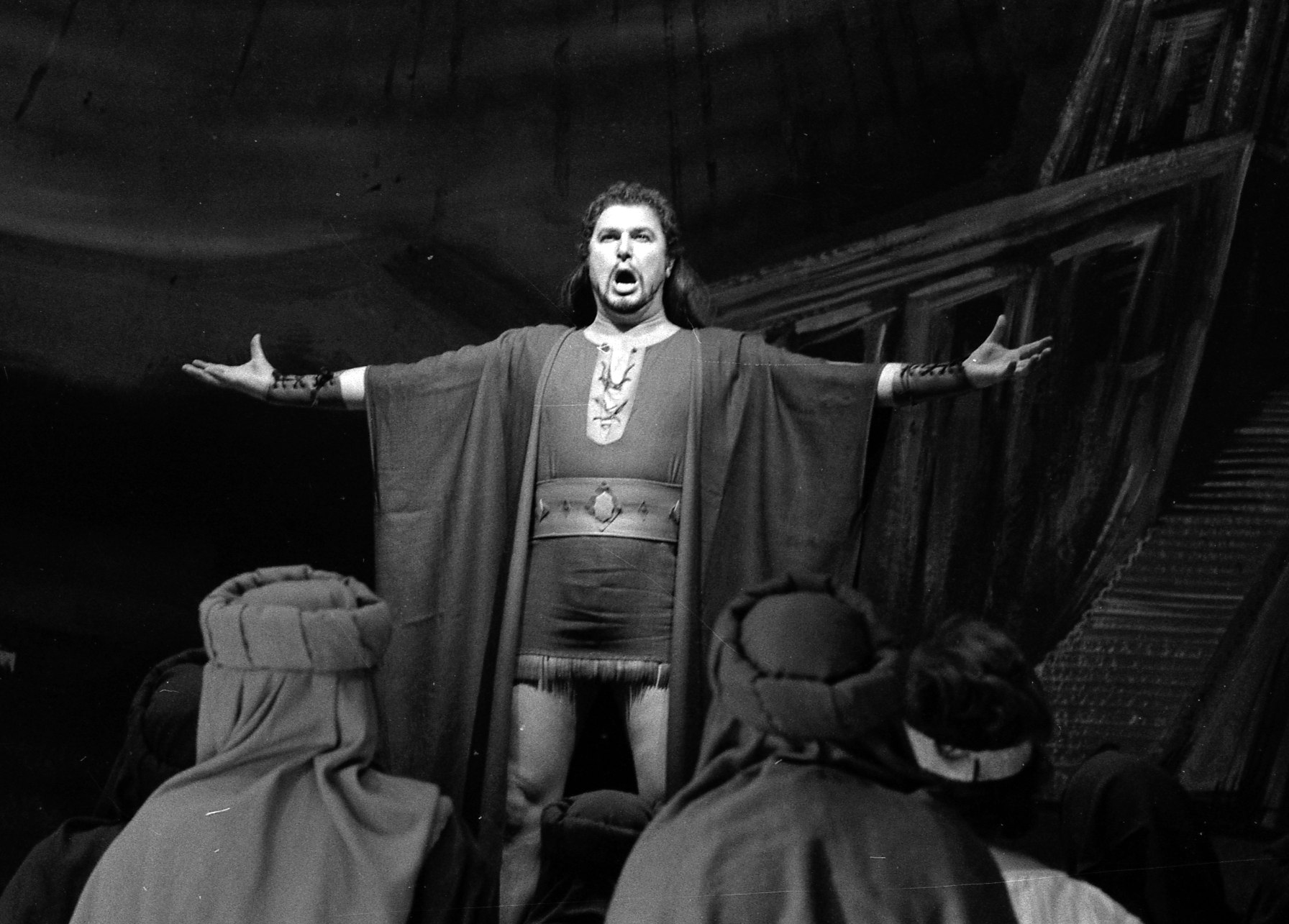
Interprétation de Samson au Théâtre du Capitole de Toulouse en 1971.

- 17.. : Samson et Dalila, cantate de Sébastien de Brossard.
- 17.. : Samson, cantate spirituelle, EJG 36 d'Élisabeth Jacquet de La Guerre
- 1741 : Samson, oratorio de Georg Friedrich Haendel.
- 1857 : Samson, opéra de Joachim Raff
- 1877 : Samson et Dalila, opéra de Camille Saint-Saëns.
- 1929 : If I Had My Way I'd Tear The Building Down, Blind Willie Johnson.
- 1972 : Samson and Delilah, Middle of the Road, repris par Sheila
- 1989 : Gouge Away , chanson du groupe Pixies.
- 2002 : Samson, Regina Spektor.
- 2013 : Samson, VV Brown (album "Samson & Delilah")

### Cinéma
- 1902 : Samson et Dalila, film français de Ferdinand Zecca.
- 1908 : Samson, film français de Henri Andréani et Ferdinand Zecca.
- 1914 : Samson, film américain de J. Farrell MacDonald.
- 1936 : Samson, film français de Maurice Tourneur.
- 1949 : Samson et Dalila, film américain de Cecil B. DeMille.
- 1961 : Samson, film polonais d'Andrzej Wajda.
- 1963 : Samson l'Invincible (Sansone contro i pirati), film italien de Tanio Boccia.
- 1964 : Samson contre le corsaire noir (Sansone contro il corsaro nero), film italien de Luigi Capuano.
- 1965 : Les Grands Chefs (I grandi condottieri), film italo-espagnol de Marcello Baldi et Francisco Pérez-Dolz
- 1996 : Samson et Dalila La Bible, téléfilm germano-italo-américain de Nicolas Roeg.
- 2019 : Samson, film américain de Bruce McDonald et Gabriel Sabloff.